# Lalisa
Lalisa (cách điệu là LALISA) là album đĩa đơn đầu tay của nữ ca sĩ, rapper người Thái Lan và là thành viên của nhóm nhạc nữ Hàn Quốc Blackpink, Lisa. Album được phát hành vào ngày 10 tháng 9 năm 2021 bởi YG Entertainment và Interscope. Album gồm bài hát chủ đề "Lalisa" và ca khúc  "Money".

## Bối cảnh
Vào ngày 19 tháng 4 năm 2021, một nhân viên của YG Entertainment đã tiết lộ với hãng truyền thông Hàn Quốc The Korea Herald rằng Lisa sẽ ra mắt với tư cách là nghệ sĩ solo thứ ba của Blackpink (sau Jennie và Rosé) với lịch trình sau đó sẽ được công bố chính thức thông qua một thông báo.  Vào ngày 12 tháng 7, thông qua trang báo Star News, YG Entertainment tiết lộ việc quay MV của cô ấy đang được tiến hành.

## Phát hành và quảng bá
Vào ngày 25 tháng 8 năm 2021, YG Entertainment đã đăng tải poster với tên của album, với việc pre-order album bắt đầu từ cùng ngày đó. Vào ngày 27 tháng 8, YG đã phát hành một đoạn teaser dài 27 giây giới thiệu một trong những concept hình ảnh của album.  Vào ngày 30 tháng 8, YG đã xác nhận rằng ca khúc chủ đề của album cũng sẽ được đặt tên là "Lalisa". Album sẽ được phát hành trên toàn cầu vào ngày 10 tháng 9 thông qua YG và Interscope cùng với video âm nhạc cho đĩa đơn cùng tên.

## Hiệu suất thương mại
Lalisa đã vượt qua 700.000 đơn đặt hàng trước trong vòng 4 ngày, lập kỷ lục mới về số lượng đơn đặt hàng trước cho một album đơn cao nhất trong số các nghệ sĩ solo nữ K-pop.  Tính đến ngày 10 tháng 9, album đơn đã vượt qua 800.000 đơn đặt hàng trước. Theo Bảng xếp hạng Hanteo của Hàn Quốc, album đơn đã bán được 330.129 bản trong ngày đầu tiên và 736.221 bản trong tuần đầu tiên phát hành, lập kỷ lục doanh thu tuần đầu tiên cao nhất trong số tất cả các nghệ sĩ nữ và đưa Lisa trở thành nữ nghệ sĩ solo đầu tiên đạt doanh số 500.000 bản trong 1 tuần đầu.

## Danh sách bài hát
| Lalisa – Bản tiêu chuẩn, kỹ thuật số | Lalisa – Bản tiêu chuẩn, kỹ thuật số | Lalisa – Bản tiêu chuẩn, kỹ thuật số | Lalisa – Bản tiêu chuẩn, kỹ thuật số | Lalisa – Bản tiêu chuẩn, kỹ thuật số |
| STT                                  | Nhan đề                              | Phổ lời                              | Phổ nhạc                             | Thời lượng                           |
| ------------------------------------ | ------------------------------------ | ------------------------------------ | ------------------------------------ | ------------------------------------ |
| 1.                                   | "Lalisa"                             | TEDDY Bekuh BOOM                     | 24 TEDDY Bekuh BOOM                  | 3:20                                 |
| 2.                                   | "Money"                              | Vince Bekuh BOOM                     | Vince Bekuh BOOM R.Tee 24            | 2:48                                 |
| Tổng thời lượng:                     | Tổng thời lượng:                     | Tổng thời lượng:                     | Tổng thời lượng:                     | 6:08                                 |

| Lalisa – CD      | Lalisa – CD        | Lalisa – CD |
| STT              | Nhan đề            | Thời lượng  |
| ---------------- | ------------------ | ----------- |
| 3.               | "Lalisa (Nhạc cụ)" | 3:20        |
| 4.               | "Money (Nhạc cụ)"  | 2:48        |
| Tổng thời lượng: | Tổng thời lượng:   | 12:16       |

## Video âm nhạc

### LALISA
Video âm nhạc được tải lên kênh YouTube của Blackpink cùng với việc phát hành "LALISA"; trước video là một đoạn giới thiệu — được phát hành qua cùng một nền tảng trước đó ba ngày. Trong vòng 5 tiếng rưỡi, video âm nhạc đã thu hút được 30 triệu lượt xem, trở thành video có tốc độ tăng trưởng nhanh nhất của một nữ nghệ sĩ K-pop. Sau 24 giờ, YouTube đã xác nhận số luợt xem của video âm nhạc được 73,6 triệu lượt xem, trở thành video được xem nhiều nhất bởi một nữ nghệ sĩ solo K-pop trên nền tảng này.. Sau 2 ngày 1 giờ 9 phút phát hành, M/V 'LALISA' đã đạt 100 triệu lượt xem, giúp Lisa trở thành nữ nghệ sĩ solo K-pop phá vỡ kỉ lục thế giới tồn tại 8 năm về tốc độ đạt 100 triệu lượt xem. Chưa đầy 2 tuần (sau 13 ngày 14 tiếng), M/V 'LALISA' của Lisa chính thức đạt 200 triệu lượt xem ở nền tảng YouTube, phá sâu kỉ lục M/V 'SOLO' của Jennie (chưa đến 90 ngày) và M/V 'On The Ground' của Rosé (123 ngày). Chỉ sau 47 ngày, M/V 'LALISA' chính thức đạt 300 triệu lượt xem trên YouTube.

## Biểu diễn trực tiếp
Sau khi phát hành album đơn vào ngày 10 tháng 9, Lisa đã ra mắt ca khúc chủ đề trên The Tonight Show Starring Jimmy Fallon.

## Đánh giá
| Đánh giá chuyên môn | Đánh giá chuyên môn |
| Nguồn đánh giá      | Nguồn đánh giá      |
| Nguồn               | Đánh giá            |
| ------------------- | ------------------- |
| NME                 | [ 14 ]              |

"Lalisa" nhận được nhiều đánh giá trái chiều đến tích cực từ các nhà phê bình - nhiều người trong số họ khen ngợi sự hiện diện và sức hút của Lisa; tuy nhiên phần sản xuất âm nhạc và nội dung của bài hát đã nhận được nhiều lời chỉ trích. Viết cho The Harvard Crimson, Allison S. Park nói rằng "kỹ năng đọc rap đáng gờm của Lisa đã tỏa sáng" nhưng chỉ trích "sự thiếu vắng của một câu chuyện gắn kết." Trong một bài đánh giá tiêu cực, Rhian Daly của NME khẳng định rằng "thay vì chiến thắng chói lọi, chói lọi mà bạn có thể mong đợi, chất lượng của nó thấp một cách đáng thất vọng ". Đề cập đến ca khúc chủ đề là "khó xử", cô ấy cũng cảm thấy rằng nội dung không có "trái tim hay linh hồn" và thay vào đó tập trung nhiều hơn vào "những lời khoe khoang trống rỗng" không đạt được hiệu quả như mong muốn. 
Trong một đánh giá tích cực hơn, Chase McMullen của Beats Per Minute nhận xét rằng "màn trình diễn của Lisa đã khéo léo chiếm lĩnh sân khấu chính, với việc cô ấy lướt qua vô số thay đổi của bài hát với độ mượt mà để làm cho từng thành phần cảm thấy hoàn toàn tự nhiên".  Anwaya Mane của Pinkvilla cũng khen ngợi màn trình diễn năng lượng cao của Lisa, gọi đó là "không thể bắt chước và đầy cảm hứng" và cảm thấy rằng "phần rap táo bạo và tự tin của Lisa là minh chứng cho thấy người biểu diễn tài năng đã tiến xa như thế nào." 

## Chứng nhận
| Quốc gia | Chứng nhận | Số đơn vị/doanh số chứng nhận |
| -------- | ---------- | ----------------------------- |
| hàn quốc | —          | 546,783                       |